# Virginal
Virginal je malá forma cembala, tedy klávesový nástroj. Jeho struny jsou drnčeny trsátky prostřednictvím mechanismu ovládaného klaviaturou. Ve virginalu jdou struny paralelně s klaviaturou, tedy napříč klávesami. Virginaly jsou typicky jednoruční a unichorální a mají polygonální nebo obdélníkový tvar. Jsou buď ve formě stolu (pevné nohy) nebo jako krabicová forma (bez namontovaných nohou).